# Artemisia Sanchez
Artemisia Sanchez és una minisèrie de televisió de quatre parts del 2008 basada en la novel·la històrica de Santo Gioffrè. S'ha doblat al català.

## Producció
El rodatge va tenir lloc a Matera, Cerchiara di Calabria, Cittanova, la Tonnara di Palmi i San Giorgio Morgeto.

## Audiència
| Núm. | Rai 1                  | Rai 1       | Rai 1  | Font  |
| Núm. | Data d'estrena         | Espectadors | Quota  | Font  |
| ---- | ---------------------- | ----------- | ------ | ----- |
| 1    | 15 de desembre de 2008 | 5.619.000   | 20,40% | [ 3 ] |
| 2    | 16 de desembre de 2008 | 5.884.000   | 21,82% | [ 4 ] |
| 3    | 22 de desembre de 2008 | 5.978.000   | 23,17% | [ 5 ] |
| 4    | 29 de desembre de 2008 | 5.886.000   | 22,88% | [ 6 ] |